# 涂更新
涂更新（1964年6月—），男，汉族，江西丰城人，中华人民共和国时期中共机构官员。
毕业于西南师范大学（今西南大学）中文系。1985年7月参加工作，1987年10月加入中国共产党。现任商务部党组成员、中央纪委国家监委驻商务部纪检监察组组长。